# 주근깨 (노래)
〈주근깨〉(そばかす 소바카스[*])는 일본의 록 밴드 JUDY AND MARY의 아홉 번째 싱글 앨범으로, 1996년 2월 19일 발매되었다. (8cm CD: ESDB-3655) 곡은 가사를 YUKI가 썼고, 작곡은 온다 요시히토 (恩田快人)가 맡았다. B 사이드 곡은 〈스테레오 전개〉(ステレオ全開 스테레오젠카이[*])이며 작사를 YUKI와 TAKUYA (표기는 Tack & Yukky로 되어있다.), 작곡을 TAKUYA가 맡았다. 싱글의 모든 편곡은 JUDY AND MARY가 했다.
이 작품은 후지 TV에서 방영되었던 인기 애니메이션 《바람의 검심》의 주제가로 널리 알려져있으며, 다음과 같은 일화로 더욱 유명하다. 어느날 JUDY AND MARY는 매니저로부터 '밴드의 음악이 애니메이션에 사용되는 것으로 결정되었다.'고 전해들었고, 3일만에 곡을 써야한다고 해서 노래를 촉박하게 만들어나갔다. 그런데 애니메이션으로 사용된다는 말만 들었을 뿐 결국 어떤 작품인지는 말을 해주지 않았기 때문에, 당시 모든 멤버들이 유일하게 알고 있던 애니메이션 《들장미 소녀 캔디》를 연상해서 주근깨를 주제로 곡을 쓰게 되었다. 때문에 메이지 시대의 검객들 사이의 사투를 그린 작품에서 주근깨를 가지고 고민하는 소녀를 다룬 곡이 만들어져 버렸고, 작품의 세계관이 완전히 무시되어버린 괴이한 곡(怪曲)이 되었다. YUKI는 이 곡에 대해 "굉장히 힘있는 새로운 창법에 도전했던 노래"였다고 말한다.
이 노래는 120만 장의 출하량을 기록해 일본레코드협회로부터 밀리언 셀러를 인정받았으며, 또한 밴드 최초이자 최후의 오리콘 싱글 차트 1위 곡이자 유일한 밀리언 셀러이기도 하다. 오리콘에서 집계한 누적 판매량은 105.8만 장이다. 1996년에 있었던 제38회 일본레코드대상에서는 우수작품상을 수상받았으며, 그 해의 홍백가합전에 처음으로 출연했다.

## 수록곡
| #            | 제목                                 | 작사         | 작곡          | 편곡          | 재생 시간 |
| ------------ | ------------------------------------ | ------------ | ------------- | ------------- | --------- |
| 1.           | 〈〈주근깨〉〉 (そばかす)            | YUKI         | 온다 요시히토 | JUDY AND MARY | 4:15      |
| 2.           | 〈〈스테레오 전개〉〉 (ステレオ全開) | Tack & Yukky | TAKUYA        | JUDY AND MARY | 3:55      |
| 3.           | 〈〈주근깨〉〉 (Backing Track)       |              |               |               | 4:12      |
| 총 재생 시간 | 총 재생 시간                         | 총 재생 시간 | 총 재생 시간  | 총 재생 시간  | 12:22     |